# Atrichopogon penicillatus
Atrichopogon penicillatus är en tvåvingeart som beskrevs av Delecolle och Rieb 1994. Atrichopogon penicillatus ingår i släktet Atrichopogon och familjen svidknott.
Artens utbredningsområde är Guadeloupe. Inga underarter finns listade i Catalogue of Life.